# Pheidole symbiotica
Pheidole symbiotica es una especie de hormiga perteneciente a la familia Formicidae. Es endémica de Argentina. 